# 安茹的查理
查理一世（法語：Charles I，1227年3月21日—1285年1月7日），也称安茹的查理（法語：Charles d'Anjou），是那不勒斯和西西里国王（1266年－1285年在位）。其父為法国国王路易八世，其兄为路易九世。1246年查理受封为普罗旺斯伯爵，并陪同路易参加第七次十字军东征（1248－1250年）。通过与教宗结盟，查理于1266年和1268年分别在贝内文托战役和塔利亚科佐战役中击败與教皇關係敵對的士瓦本公爵康拉丁和西西里國王曼弗雷迪，滅亡霍亨斯陶芬王朝並征服了那不勒斯和西西里两地。此后他还将势力扩张到巴尔干地区并于1277年成为耶路撒冷王国的继承人。由于查理将他的首都从巴勒莫迁到那不勒斯并大量任用法国官员，从而导致了西西里人的不满，在1282年发生了西西里晚祷事件。西西里當地叛軍与西班牙亞拉岡国王佩德罗三世结盟，于1284年6月在那不勒斯湾击败了查理的舰队。查理在准备反攻时于福贾病逝。因为太子小查理在战斗中被俘，他遗命委任阿圖瓦的羅貝爾为摄政，与小查理的长子卡洛·馬特羅暂时代理统治国家直至小查理被释放回国。